# Pszczew (gemeente)
De gemeente Pszczew is een landgemeente in het Poolse woiwodschap Lubusz, in powiat Międzyrzecki.
De zetel van de gemeente is in Pszczew.
Op 30 juni 2004 telde de gemeente 4173 inwoners.

## Oppervlakte gegevens
In 2002 bedroeg de totale oppervlakte van gemeente Pszczew 177,64 km², waarvan:
- agrarisch gebied: 40%
- bossen: 49%

De gemeente beslaat 12,8% van de totale oppervlakte van de powiat.

## Demografie
Stand op 30 juni 2004:
| Omschrijving                   | Totaal | Totaal | Vrouwen | Vrouwen | Mannen | Mannen |
| ------------------------------ | ------ | ------ | ------- | ------- | ------ | ------ |
| eenheid                        | aantal | %      | aantal  | %       | aantal | %      |
| inwoners                       | 4173   | 100    | 2134    | 51,1    | 2039   | 48,9   |
| bevolkingsdichtheid (inw./km²) | 23,5   | 23,5   | 12      | 12      | 11,5   | 11,5   |

In 2002 bedroeg het gemiddelde inkomen per inwoner 2439,14 zł.

## Administratieve plaatsen (sołectwo)
Borowy Młyn, Janowo, Nowe Gorzycko, Policko, Pszczew, Rańsko, Silna, Stoki, Stołuń, Szarcz, Świechocin, Zielomyśl.

## Aangrenzende gemeenten
Miedzichowo, Międzychód, Międzyrzecz, Przytoczna, Trzciel